# Jay Garrick
Jason Peter "Jay" Garrick è un personaggio dei fumetti statunitensi pubblicati da DC Comics. Creato da Gardner Fox (testi) e Harry Lampert (disegni), la sua prima apparizione avviene in Flash Comics (vol. 1) n. 1 del gennaio 1940.
È il primo a vestire l'identità del supereroe Flash o, meglio, è la sua versione della Golden Age, il periodo dei comics che va dal 1940 fino all'inizio degli anni cinquanta, in cui agisce la prima generazione di supereroi. Jay Garrick è il membro fondatore della Justice Society of America, ed è uno tra gli uomini più veloci del mondo, inoltre è il più vecchio Flash ancora in piena attività.

## Storia editoriale
Il personaggio esordì sulla testata Flash Comics, una serie antologica pubblicata dalla All-American Publications poi acquisita dalla DC Comics. La serie, nonostante la testata, ospitava anche altri personaggi che si alternavano a Flash come Hawkman, Hawkgirl, Black Canary e Johnny Thunder; venne edita per 104 numeri fra il gennaio 1940 e il febbraio 1949; successivamente al personaggio venne dedicata una propria serie, All-Flash, di cui vennero pubblicati 32 numeri tra l'estate 1941 e il dicembre 1947. La serie si interrompe durante la crisi del mercato dei fumetti negli USA per poi tornare nel 1956 rinnovato come tutti gli altri personaggi dell'editore.

## Biografia del personaggio

### Flash
Jason Peter Garrick, è uno studente dei college che, mentre studiava gli effetti dell'acqua pesante, fece cadere per sbaglio una provetta contenente la sostanza, assorbendone i gas per tutta la notte. Dopo svariate settimane di coma, il giovane talento scientifico si svegliò e non tardò molto a capire che quel pericoloso ed involontario incidente gli aveva conferito il potere di raggiungere velocità irraggiungibili per un uomo normale.
Il giovane scienziato decise di utilizzare questo suo eccezionale potere che gli aveva conferito il destino per proteggere l'umanità, volendo custodire la propria identità. Quando utilizzava il suo eccezionale potere per sconfiggere i criminali o quando salvava la gente utilizzava un particolare costume rosso ed un elmetto alato. Questo misterioso personaggio dotato di un'incredibile velocità che andava in giro a compiere gesta eroiche iniziò a farsi chiamare Flash. Jay Garrick diventò inoltre un asso del football americano e conquistò la ragazza più bella della scuola, Joan Williams, con cui si sposò pochi anni più tardi.
Come tutti i Flash che gli succedono Garrick divenne un grande amico della Lanterna Verde del suo tempo, Alan Scott, che incontrò durante la fondazione della Justice Society of America.

### La crisi del fumetto
La fine della seconda guerra mondiale ed il boom dei comic di genere non supereroistico provocò una profonda crisi all'interno di questa categoria e così Jay Garrick fu allontanato dalle edicole al pari di molti dei suoi colleghi; solo più celebri personaggi come Superman, Batman e Wonder Woman resistettero durante questa crisi. Nel 1955 venne creato il "Martian Manhunter", meglio noto come J'onn J'onzz, l'unico nuovo eroe che la DC Comics avesse presentato dopo tanto tempo, dando così inizio alla Silver Age; il personaggio funzionò e dimostrò che il genere conservava ancora il suo potenziale.
Fu così che nel 1956 l'editor Julius Schwartz, lo scrittore Robert Kanigher ed il disegnatore Carmine Infantino crearono il secondo Flash, gli autori modernizzarono il concetto di "Velocista Scarlatto", gli diedero una nuova identità ed un aspetto diverso, che catturò l'attenzione dei lettori. Nel 1961 Barry Allen (il Flash della Silver Age) incontrò accidentalmente il primo Flash, cioè Jay Garrick, che tornò a vivere sulle pagine dei fumetti.
Jay e Barry si incontrarono in diverse occasioni, diventando grandi amici; i loro incontri diedero vita al concetto delle "Multi-terre" nel cosmo DC: infatti Jay Garrick e sua moglie Joan vivevano su Terra 2, una terra del tutto simile alla nostra ma dove i supereroi si manifestarono anni prima (durante la seconda guerra mondiale): in pratica, tutti i personaggi della Golden Age (Jay Garrick, Alan Scott, ecc.) vivevano su Terra 2, mentre i supereroi moderni (Barry Allen, Hal Jordan, ecc.) vivevano su Terra 1.
Dopo Crisi sulle Terre infinite l'universo DC rinasce con un'unica Terra, e Jay viene integrato nella continuity ufficiale dell'universo DC: anziché essere di Terra 2, le sue origini avvengono sulla Terra ufficiale, durante gli anni quaranta, dove ha fatto parte della Justice Society.
Jay Garrick entra così a fare parte del cast di Flash, facendo da mentore sia per Wally West prima che per Bart Allen dopo: infatti Jay fu il primo a cui Wally comunicò la sua intenzione di sostituire suo zio Barry Allen nel ruolo di Flash.

### Justice Society of America
Flash divenne subito uno dei più conosciuti supereroi della Golden Age. È un membro fondatore della Justice Society of America e ne servì come primo presidente. La base si trovava originariamente a New York, tuttavia più in là si riconnesse all'immaginaria Keystone City. Lascerà la JSA dopo il numero 6, ma ritornerà molti anni dopo (n. 24, estate 1945) con una brillante carriera come combattente del crimine durante gli anni quaranta.
Diversi pezzi di continuità retroattiva riempiono la storia iniziale di Garrick. Una storia che spiega il pensionamento dei membri della JSA e di Flash, rivelando che nel 1951, ai membri della JSA, presa di mira dalla House Un-American Activities Commettee per possibili simpatie comuniste, fu chiesto di rivelare le proprie identità. La JSA declinò e Garrick, che recentemente aveva sposato la sua fidanzata di lunga data Joan, si ritirò dalla vita super eroistica. Essendo un allenato scienziato diresse un laboratorio sperimentale per diversi decenni. In All-Star Squadron Annual n. 3 viene rivelato che la JSA combatté contro un essere chiamato Ian Karkull che li impregnò con una strana energia rallentandone l'invecchiamento, permettendo a Garrick e molti altri (fidanzate, mogli e partner compresi) di rimanere in attività fino alla fine del XX secolo senza problemi.

### Terra Due
Garrick tornò dal pensionamento nel 1961 per incontrare il Flash della Silver Age, Barry Allen, di un mondo parallelo. La Terra di Garrick è la Terra-2, mentre quella di Allen è la Terra-1. Il resto della JSA si unì a Flash, sebbene le loro attività negli anni sessanta (oltre al loro incontro annuale con la Justice League of America di Terra-1) non sono ricordate.
Garrick è un membro chiave delle avventure della JSA degli anni settanta, per esempio come aiuto nel lancio della carriera della Infinity, Inc.. Seguendo Crisi sulle Terre infinite tutti i mondi paralleli si fondono in uno solo, e Keystone City diventa la città gemella al di là del fiume della Central City di Barry Allen.

### XXI secolo
Jay e sua moglie Joan sono stati i tutori di Bart Allen dopo la scomparsa di Max Mercury. Durante gli eventi di Crisi infinita Jay affermò che la Forza della velocità se ne era andata dopo una battaglia in cui molti velocisti, vivi e morti, combatterono contro Superboy-Prime nella Forza della velocità e scomparirono. Jay viene lasciato indietro quando raggiunge il suo limite e non può seguirli. Bart Allen ritorna, invecchiato di qualche anno, e ha assorbito l'intera Forza della velocità durante l'inseguimento del fuggitivo Superboy-Prime. Jay dichiara che senza la Forza della velocità il suo potere è diminuito: come Wally West dopo Crisi sulle Terre Infinite egli può correre solo fino alla velocità del suono. Afferma anche che la Forza della velocità non ritarda più il suo invecchiamento e che la sua velocità diminuirà col tempo. Dopo che Bart lasciò Keystone City per andare a Los Angeles Jay rimane di nuovo il solo guardiano della città. Dopo avere sentito della scomparsa di Bart Jay crolla a causa del dolore, confortato da Jesse Chambers.
Jay continua il suo lavoro in qualità di membro della nuova Justice Society of America, sotto la leadership di Power Girl. Con la morte di Bart Allen la piena velocità di Jay fa ritorno.

### Clone
Nell'arco della storia di Outsiders: un anno dopo un clone di Garrick compare come antagonista, creato dalla Confraternita del Male. Appare come una persona tra i venti e i trent'anni e sottoposto ad un lavaggio del cervello che lo costringe a lavorare per un dittatore malinese. Il clone viene battuto dalle forze combinate degli Outsiders. Possedeva tutte le abilità di Jay Garrick, ma nessuna delle sue memorie o esperienze. Il suo corpo inconscio è custodito da Alan Scott.
A causa delle persistenti questioni nel processo di clonazione, che lo rese più imprevedibile dalla stessa clonazione, il clone venne infettato da una versione di piaga dei cloni velocizzata che ne procura il deterioramento del corpo e l'abbreviazione della durata della vita, nell'Universo DC. Questo rese più difficile il compito di Alan Scott di guarirlo e di rimettere a nuovo la sua psiche, poiché anche con la tuta speciale su misura per evitare il processo di invecchiamento egli sarebbe stato comunque condannato ad una morte lenta, se risvegliato dall'animazione sospesa. Successivamente si risveglia, si separa dal resto degli eroi e decide di tornare a combattere il crimine da solo.

### The New 52
Nel nuovo rilancio della serie, The New 52, il personaggio viene introdotto nuovamente, in questa versione è un neolaureato di ventuno anni, lasciato dalla sua ragazza Joan e con poche prospettive di carriera. Ottiene la supervelocità dal morente dio Mercurio.

## Poteri e abilità
Jay può correre e muovere i suoi arti a velocità sovrumane e possiede riflessi sovrumani, riuscendo ad afferrare proiettili a mani nude. La sua aura fa in modo da prevenire la frizione dell'aria sul suo corpo e i suoi vestiti mentre si muove. Jay ha dimostrato inoltre di potere lanciare fulmini girando in tondo diverse volte, di potere lanciare onde soniche colpendo ripetutamente il suo elmetto e di creare immagini residue di sé, riuscendo a muoversi così veloce da apparire in più posti contemporaneamente. Jay possiede una capacità di guarigione di gran lunga superiore al normale riuscendo a guarire lesioni o diverse ossa rotte in poche ore e questo gli garantisce una notevole resistenza contro veleni, malattie e alcool e blocca il suo processo di invecchiamento facendolo restare sempre giovane e in perfetta forma. Al contrario di Barry Jay è un metaumano e dato che è connesso alla Forza della velocità, questa non è al livello di quella degli altri Flash,
ed è meno resistente rispetto a Barry, Wally e Bart.
Come gli altri Flash Jay può fare vibrare le sue molecole alla stessa frequenza dell'aria in modo da passare attraverso i solidi e può creare forti raffiche di vento ruotando le braccia a super-velocità. Jay possiede l'abilità di rubare la velocità degli altri velocisti. Incanalando la velocità nei suoi colpi riesce a dare loro una potenza tale da abbattere con un colpo solo esseri potenti come Superman. Quando la Forza della velocità fu risucchiata nel corpo di Bart Allen come conseguenza di Crisi Infinita, la velocità massima di Jay era la velocità del suono. Dopo la morte di Bart e il ritorno di Wally, la Forza della velocità ha ripreso il suo corso normale e la velocità di Jay, oramai superiore a quella della luce, lo aiuta addirittura a tener testa al Professor Zoom.
Le parole di Jay in Crisi Infinita n. 7 indicano che i suoi geni metaumani sono sempre presenti ma che restano inattivi finché la Forza della velocità non viene annientata o nel caso in cui si riformasse la Nuova Terra.

## Altre versioni
Nel numero finale di 52, viene rivelato un nuovo Multiverso, originariamente consistente di 52 nuove identiche realtà. Tra le realtà parallele, ne viene mostrata una designata come "Terra-2". Come conseguenza del "mangiare" questa realtà di Mr. Mind, si hanno spetti visuali simili della Terra Due pre-crisi ora chiamata Terra-2, per distinguere le due realtà separate. Incluso in un pannello, si mostra una nuova controparte di Jay Garrick tra i personaggi della Justice Society of America. I nomi dei personaggi e della squadra non vengono menzionati nel pannello in cui appaiono, ma verrà più tardi specificato nella serie Countdown: Arena dove il Flash di Terra-2 è specificamente identificato con il nome di Jay Garrick e non permette agli altri di chiamarlo Flash nella serie, ma di chiamarlo solo per nome. Nonostante sia questo l'esatto duplicato del Garrick della seconda guerra mondiale, il Jay Garrick di terra-2 viene raffigurato con un aspetto molto più giovanile, privo dei capelli brizzolati.
Alcuni suggeriscono che il Jay Garrick post-Crisi di Terra-2 è il figlio dell'originale Garrick, morto nella storia della Nuova Terra, il che spiega la sua giovinezza rispetto al Garrick di Nuova Terra.
Un secondo giovane Jay Garrick vive su una Terra non specificata in cui andò Wally West con i suoi bambini all'inizio del mandato di Bart Allen come Flash. Questo Jay è lontano dal giovane Garrick post-crisi di terra-2 e gli eroi di quella Terra non fanno menzione alcuna di Wally West o dei suoi figli su di essa.
Nell'albo Elseworld JSA: I Sacrileghi Tre, Jay Garrick è raffigurato come un agente segreto post seconda guerra mondiale dei servizi segreti statunitensi stazionato in Russia, che lavora sotto il nome di Mercury. Egli è lo strumento per abbattere la storia del Superman canaglia.

### Amalgam
Jay Garrick e la Trottola (Robert Frank) della Marvel, altro supervelocista della Golden Age, vengono fusi creando Whiz, supereroe della seconda guerra mondiale, membro dell'All-Star Winners Squadron (All-Star Squadron della DC più All-Winners Squad della Marvel) gruppo di cui fanno parte anche Super-Soldato (Superman più Capitan America) Mariner (Aquaman più Sub-Mariner) e Lanterna Umana (la Lanterna Verde Alan Scott più la Torcia Umana originale)

## Altri media

### Televisione
- Appare nella serie televisiva The Flash. Il personaggio viene introdotto all'inizio nella seconda stagione, interpretato da Teddy Sears, mentre il personaggio originale è interpretato da John Wesley Shipp. Jay Garrick è il Flash di Terra-3 ed è la controparte di quella dimensione di Henry Allen, il padre del Flash di Terra-1, Barry Allen. Viene catturato da Zoom e infine liberato da Flash e il suo team.
- Nell'episodio Colleghi paralleli della serie animata Justice League, i creatori scelsero un personaggio analogo chiamato The Streak piuttosto che Garrick, che indossa un elmetto dal football invece del classico petaso.
- L'elmetto di Jay appare nel Museo di Flash, nell'episodio della serie animata Justice League Unlimited Flash and Substance, inedito in italiano.
- Jay appare in forma di fumetto animato nell'episodio 12 della serie animata Justice League Unlimited per aiutare Wally e i suoi compagni contro Mirror Master.
- Nella puntata "Il Trasformista" della serie televisiva Flash del 1990, il criminale Trickster dipinge una statua di mercurio di rosso e giallo, per deridere Flash (Barry Allen). La statua ricorda il costume di Jay Garrick. Sempre in questa serie televisiva il fratello di Barry Allen, che rimane ucciso nell'episodio pilota, si chiama Jay, in omaggio a Jay Garrick. Inoltre un segnale stradale mostrato in Central City reca il nome Garrick.
- Nella serie televisiva Smallville, Bart Allen possiede dei documenti falsi a nome di Jay Garrick. Sempre in Smallville, il personaggio viene mostrato brevemente nell'episodio "Giustizia Assoluta", interpretato da Billy Mitchell; appare come uno dei componenti della Justice Society of America.
- Jay Garrick appare nei crediti d'apertura del film d'animazione Justice League: The New Frontier. Qui, come nel fumetto, è un membro della Justice Society of America che si è ritirato a causa della morte di Hourman.

### Videogiochi
- Nei videogiochi Justice League Heroes e Injustice 2, Jay Garrick è fruibile come costume alternativo per Flash.